# شطرنج (فیلم ۱۹۹۳)
شطرنج (به هندی: Shatranj) فیلمی محصول سال ۱۹۹۳ و به کارگردانی عزیز سجاوال است. در این فیلم بازیگرانی همچون میتون چاکرابورتی، جکی شروف، جوهی چاولا، دیویا بهرتی، قادرخان، شاکتی کاپور، کیران کومار، سرفراز خان، عارون باکشی ایفای نقش کرده‌اند.